# Jakob Kaderli
Jakob Kaderli (auch Jakob Kaderly; * 22. Juli 1827 in Limpach; vermutlich heimatberechtigt in Mülchi; † 31. Dezember 1874 in Marseille) war ein Schweizer Weltreisender und Lehrer. Er gilt als erster ausländischer Deutschlehrer im sich modernisierenden Japan.

## Leben und Wirken

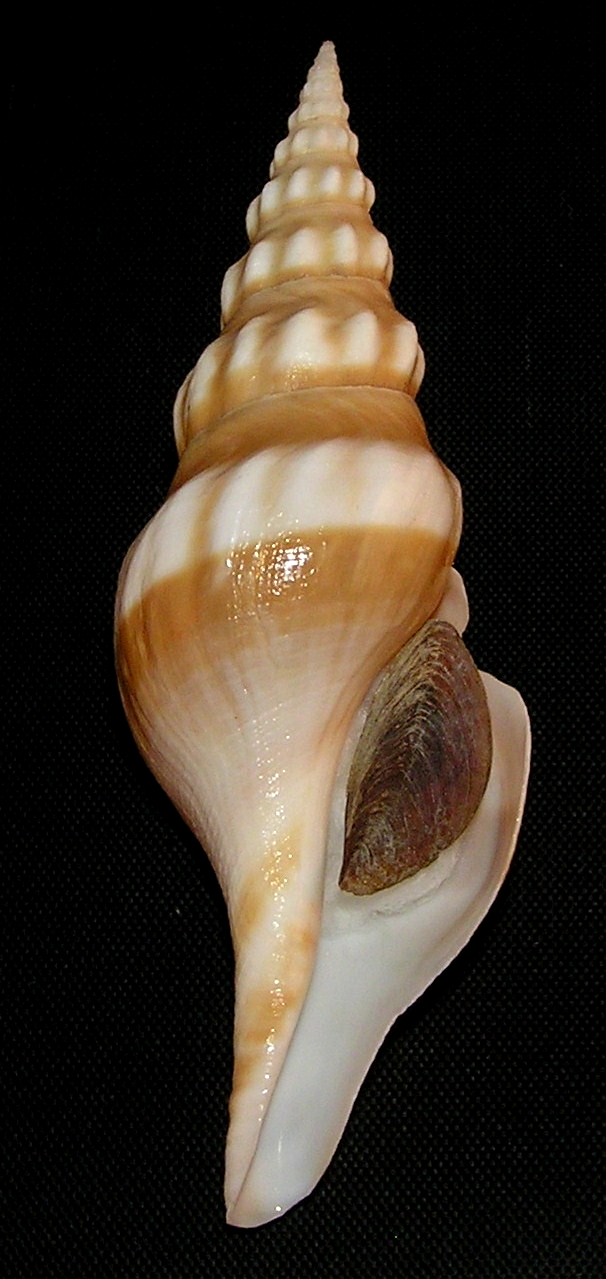
Comitas kaderlyi

Nach dem Besuch der Dorfschule verdingte sich Jakob Kaderli als Bauernknecht. Danach diente er als Soldat bei den Schweizer Truppen in Neapel. Sein Sprachtalent und eine rasche Auffassungsgabe verhalfen ihm zu weiteren Anstellungen. In Neapel war Kaderli erstmals als Hauslehrer tätig. Während des Krimkriegs arbeitete er für die französische Militärverwaltung. Anschliessend fuhr er 1856 nach Sankt Petersburg und unterrichtete dann als Hauslehrer in Warschau.
Kaderlis Reisen führten ihn 1860 nach England, Schottland und Irland. Von 1861 bis 1868 erkundete er Sibirien. In Jekaterinburg besuchte er die Bergbauakademie, im Ural mehrere Bergwerke. Von 1868 bis 1872 bereiste er China und Japan und anschliessend die Vereinigten Staaten und Kanada. Die Rückreise sollte über Neufundland, Grönland und Island führen. Wegen Krankheit fuhr er direkt nach Europa. Kaderli begann in Marseille die Eindrücke seiner Weltreise aufzuschreiben, starb aber bald. Einige Reisevorträge und Gutachten zu Bergbaufragen sind von ihm überliefert.
In Japan unterrichtete Kaderli zuerst Englisch und wurde am 24. Januar 1870 als Deutschlehrer an der „Daigaku Nankō“ (大学南校), einer Vorgängereinrichtung der Universität Tokio angestellt. Als Jakob Kaderly verfasste er 1870 das Lehrbuch der deutschen Sprache für die höhern Classen der kaiserlich-japanischen Akademie Daigaku Nanko. Eine zweite Auflage wurde 1872 ohne seine Genehmigung gekürzt und 1878 nachgedruckt. Am 6. Januar 1872 wurde er von der Daigaku Nankō entlassen und wechselte an eine Schule.
Für den Elberfelder Oberbürgermeister Carl Emil Lischke sammelte Kaderli Mollusken. Die Meeresschnecke Comitas kaderlyi (Pleurotoma kaderlyi Lischke, 1872) aus der Überfamilie Conoidea ist nach Kaderli benannt.

## Belege
1. 1 2  Anne-Marie Dubler: Jakob Kaderli. In: Historisches Lexikon der Schweiz.  18. Juli 2007.
2. ↑  Keiji Shirooka: Der erste ausländische Deutschlehrer im sich modernisierenden Japan. Jakob Kaderli (1827–1874). Shizuoka University, 2012. S. 110, 116, 125.
3. ↑  WoRMS – World Register of Marine Species – Comitas kaderlyi (Lischke, 1872). In: marinespecies.org, abgerufen am 26. Januar 2025.
4. ↑  Keiji Shirooka: Der erste ausländische Deutschlehrer im sich modernisierenden Japan. Jakob Kaderli (1827–1874). Shizuoka University, 2012. S. 116.

| Personendaten    | Personendaten                      |
| ---------------- | ---------------------------------- |
| NAME             | Kaderli, Jakob                     |
| ALTERNATIVNAMEN  | Kaderly, Jakob                     |
| KURZBESCHREIBUNG | Schweizer Weltreisender und Lehrer |
| GEBURTSDATUM     | 22. Juli 1827                      |
| GEBURTSORT       | Limpach, Schweiz                   |
| STERBEDATUM      | 31. Dezember 1874                  |
| STERBEORT        | Marseille, Frankreich              |